# Кукан, Эдуард
Эдуард Кукан (словац. Eduard Kukan, 26 декабря 1939 — 10 февраля 2022) — словацкий политик, министр иностранных дел Словакии (1998—2006). Баллотировался кандидатом на президентских выборах 3 апреля 2004 года, занял третье место вслед за экс-премьер-министром Владимиром Мечьяром и Иваном Гашпаровичем, тем самым предотвращая оспаривание выборов.
В 1999 году Кукан был назначен специальным посланником Организации Объединенных Наций по Косово. Эту должность он занимал вместе с Карлом Бильдтом.

## Биография
Эдуард Кукан родился 26 декабря 1939 года в районе Шаля, Чехословакия.

## Образование
В 1964 году Кукан окончил Московский государственный институт международных отношений, где изучал язык суахили. В последующем учился на юридическом факультете Карлова университета в Праге. Получил ученую степень доктора в области права.

## Дипломатическая карьера
В разное время Эдуард Кукан работал на должностях в государственных учреждениях:
- Сотрудник Министерства иностранных дел Чехословакии в Праге (с 1 августа 1964 года)
  - Сотрудник в Штаб-квартире Департамента Чёрная Африка (1964—1968)
  - Сотрудник секретариата министра иностранных дел (1973—1977)
  - Директор Департамента Чёрная Африка (1981—1985)
  - Директор Департамента Латинской Америки (1988—1990)
- Чехословацкое посольство в Лусаке (1968—1973)
- Чехословацкое посольство в Вашингтоне, министр-советник и заместитель посла (1977—1981)
- Чехословацкое посольство в Аддис-Абебе в должности посла (1985—1988)
- Постоянный представитель Чехословакии в ООН в Нью-Йорке (1991)
- Постоянный представитель Словакии в ООН (1993)
  - Председатель Комитета по социальным, гуманитарным и культурным вопросам в ООН
  - Специальный посланник на Балканах (1991—2001)
- Министр иностранных дел Словакии (март 1994 — декабрь 1994)
- Министр иностранных дел Словакии (октябрь 1998—2006)
- Специальный посланник на Балканах (1991—2001)

С 2009 года Кукан является членом Европейского парламента. В избирательной кампании в парламент он возглавлял список кандидатов от правоцентристов — Словацкий демократический и христианский союз — Демократическая партия (SDKÚ).
В парламенте Кукан работает в Комитете по иностранным делам. Кроме того, в 2009—2014 годах он был членом подкомитета по правам человека. В 2014 году Кукан перешёл в Подкомитет по вопросам безопасности и обороны.
В 2016 году Кукан был наблюдателем на всеобщих выборах в Уганде.
Скончался 10 февраля 2022 года.

## Личная жизнь
Кукан женат, имеет двух взрослых детей. Достаточно хорошо говорит на суахили, английском, русском и испанском языках.